# Hudební soubor
Hudební soubor (též hudební skupina, kapela z italského „capella“ nebo ansámbl, z francouzského „ensemble“, což doslova znamená spolu, společně) značí skupinu dvou či více lidí, hrajících na hudební nástroj nebo zpívajících. Jsou známy soubory mnoha hudebních stylů a žánrů. Mohou vystupovat na koncertech, v klubech, nahrávat alba, anebo hrát jen tak pro svoji potěchu a radost.
Výraz ansábl některými ostatními jazyky (včetně češtiny) přejat ve smyslu sbor, skupina, soubor apod. Často se pojí do sousloví: hudební ansámbl, ansámblový zpěv apod.
Ve vážné hudbě je ansámblem trio či kvartet různých nástrojů, jazzový ansámbl pak typicky tvoří sólující nástroj (jeden nebo více saxofonů, trumpet, atp.), jeden nebo dva doprovodné nástroje (elektrická kytara nebo piano), kontrabas nebo baskytaru a bicí nebo perkuse.
V oblasti vokální hudby se jako ansámbl označuje úsek vokálního díla (např. opery nebo oratoria) se současným zpěvem více sólových hlasů (duet, trio, kvartet, kvintet atd.).

## Typy hudebních souborů
- big band
- boy band
- dechová kapela
- bluegrass band
- dívčí skupina
- jazz band
- vojenská kapela
- rocková kapela
- školní kapela
- folková kapela
- orchestr
- voiceband
- showband
- známá kapela
- předkapela
- doprovodná kapela